# Erika Jahreis
Erika Jahreis (* 1934) ist eine deutsche Mundartdichterin fränkischer Sprache.

## Werdegang
Jahreis lebt in Fürth. 1969 veröffentlichte sie ihren ersten Gedichtband. Von 1978 bis 1996 war sie für die SPD Mitglied im Stadtrat von Fürth.

## Auszeichnungen
- 1988: Frankenwürfel
- 2001: Goldenes Kleeblatt

## Werke
- 1969: Färth und drum rum...
- 1972: Erika - Es zweite Büchla
- 1981: Erika Jahreis - Es dritte Büchla
- 1998: Erika - Für jedn a weng wos